# Costa del Sol Occidental
La Costa del Sol Occidental es una de las nueve comarcas de la provincia de Málaga, España, en la comunidad autónoma de Andalucía.
Según la división comarcal de la Diputación de Málaga, los municipios que forman la comarca son: Benahavís, Benalmádena, Casares, Estepona, Fuengirola, Manilva, Marbella, Mijas y Torremolinos. Si bien, tradicionalmente y según otras definiciones, también se incluirían Istán y Ojén, municipios que están integrados en la Mancomunidad de Municipios de la Costa del Sol Occidental y que forman parte de la comarca de la Sierra de las Nieves de acuerdo con la Diputación.
De acuerdo con la división comarcal de la Diputación de Málaga, la comarca de la Costa del Sol Occidental limita al este con la comarca de Málaga-Costa del Sol; al norte, con las comarcas de Valle del Guadalhorce, Sierra de las Nieves y Serranía de Ronda; y al oeste, con la comarca gaditana del Campo de Gibraltar. Al sur está bañada por el mar Mediterráneo.
Con una población de más de 600 000 habitantes, los municipios de la Costa del Sol Occidental agrupan más población que la propia capital de provincia: Málaga, aunque con la mitad de densidad de población.

## Geografía

### Relieve
La Costa del Sol Occidental ocupa una estrecha franja geográfica delimitada por la el extremo occidental de la Cordillera Bética (Serranía de Ronda) al norte y el mar al sur. La Serranía de Ronda está compuesta por un conjunto de sierras que a menudo sobrepasan los 1000 m s. n. m. de altitud: la Sierra de Mijas, Sierra Alpujata y Sierra Blanca, llamadas colectivamente Cordón Montañoso Litoral, conforman el inicio de las sierras litorales en la zona oriental, mientras que Sierra Bermeja y su pequeña prolongación en Sierra Crestellina cierran esta alineación montañosa. Hacia el oeste, la comarca se abre al Valle del Guadiaro.
En la estrecha franja entre las montañas y el mar existe una gran diversidad de paisajes: playas, acantilados, desembocaduras, calas y dunas. Los ríos son cortos y estacionales, lo que provoca unos estuarios poco extensos y valles poco propensos a la agricultura. El efecto de sotavento que provocan los Sistemas Béticos hace que sus aportes sean reducidos.
El litoral muestra un perfil bastante rectilíneo. Las zonas arenosas ocupan la mayor parte de la Costa del Sol Occidental, salvando algunos tramos rocosos en Manilva, Mijas, Torremolinos y Benalmádena. En el relieve litoral resaltan las bahías de Estepona, Marbella y Fuengirola. Las tierras emergentes se prolongan bajo el mar por una plataforma continental estrecha y poco profunda que alcanza una anchura media de unos 5 km y una profundidad máxima de 150-200 m .

### Municipios

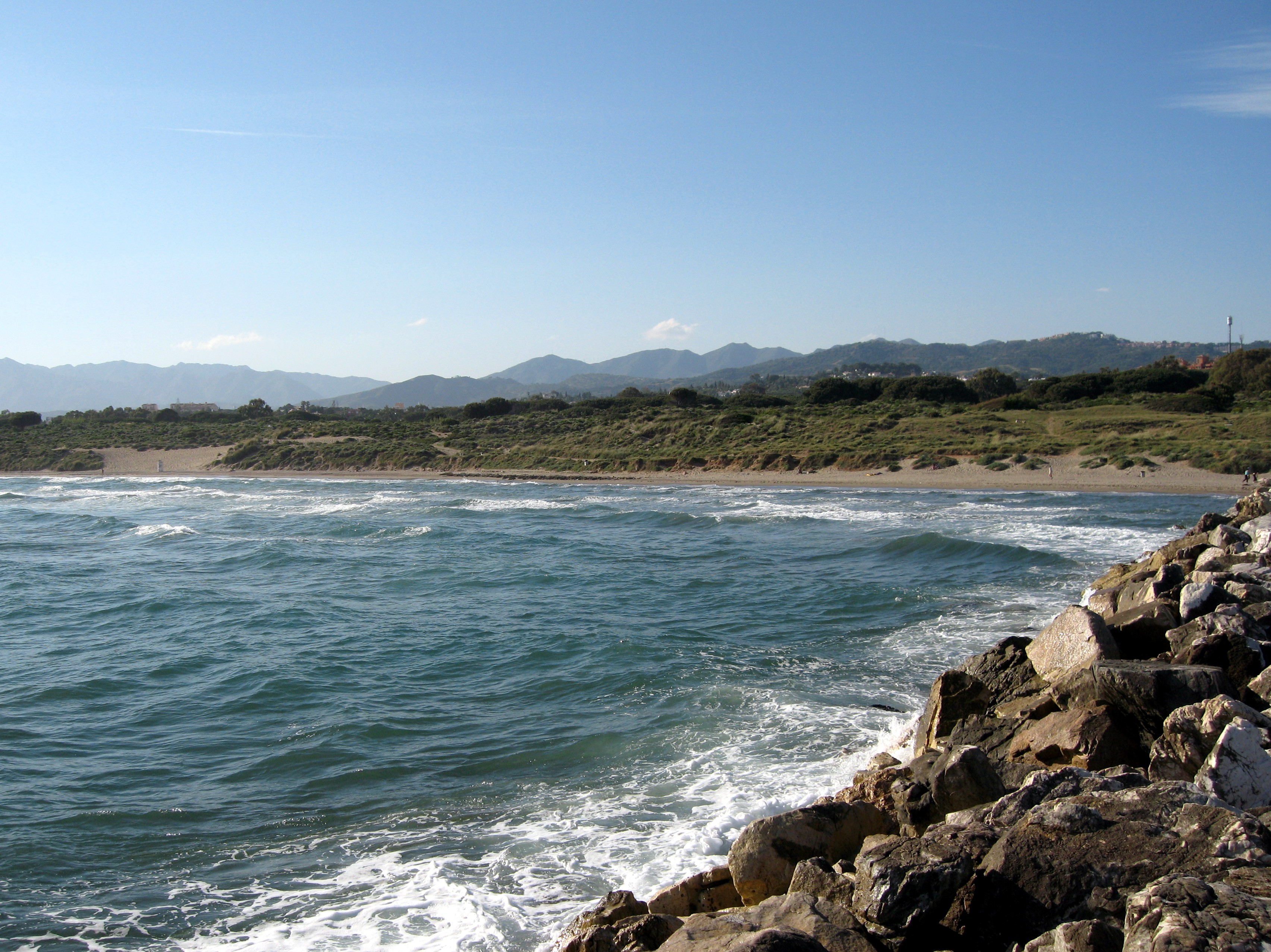
Dunas de Artola.

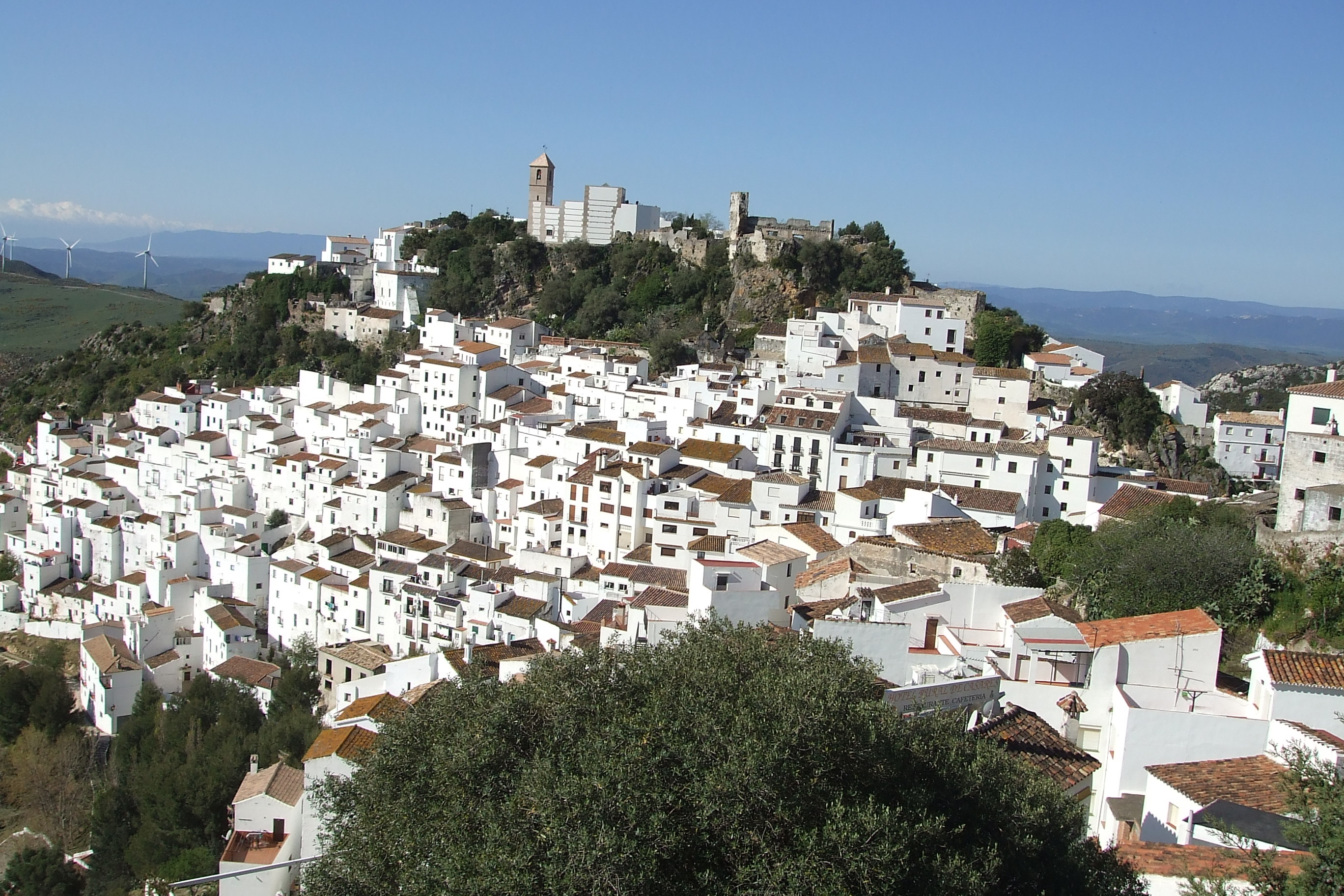
Casares.

Los municipios que forman la comarca son:
| Escudo                   | Nombre                   | Población (2021) | Superficie (km²) | Densidad (hab./km²) | Ayuntamiento (2023) |
| ------------------------ | ------------------------ | ---------------- | ---------------- | ------------------- | ------------------- |
|                          | Marbella                 | 159 000 hab.     | 117,12 km²       | 1357,58 hab./km²    | PP                  |
|                          | Mijas                    | 93 302 hab.      | 148,77 km²       | 627,16 hab./km²     | PP                  |
|                          | Fuengirola               | 85 859 hab.      | 10,36 km²        | 8287,55 hab./km²    | PP                  |
|                          | Estepona                 | 78 413 hab.      | 137,51 km²       | 570,23 hab./km²     | PP                  |
|                          | Benalmádena              | 77 654 hab.      | 26,87 km²        | 2889,99 hab./km²    | PP                  |
|                          | Torremolinos             | 70 933 hab.      | 19,9 km²         | 3564,47 hab./km²    | PP                  |
|                          | Manilva                  | 18 099 hab.      | 35,59 km²        | 508,54 hab./km²     | PP                  |
|                          | Benahavís                | 9 077 hab.       | 145,45 km²       | 62,41 hab./km²      | PP                  |
|                          | Casares                  | 8 486 hab.       | 162,38 km²       | 52,26 hab./km²      | IU                  |
| Costa del Sol Occidental | Costa del Sol Occidental | 600 823 hab.     | 803,95 km²       | 747,34 hab./km²     |                     |

## Flora y fauna

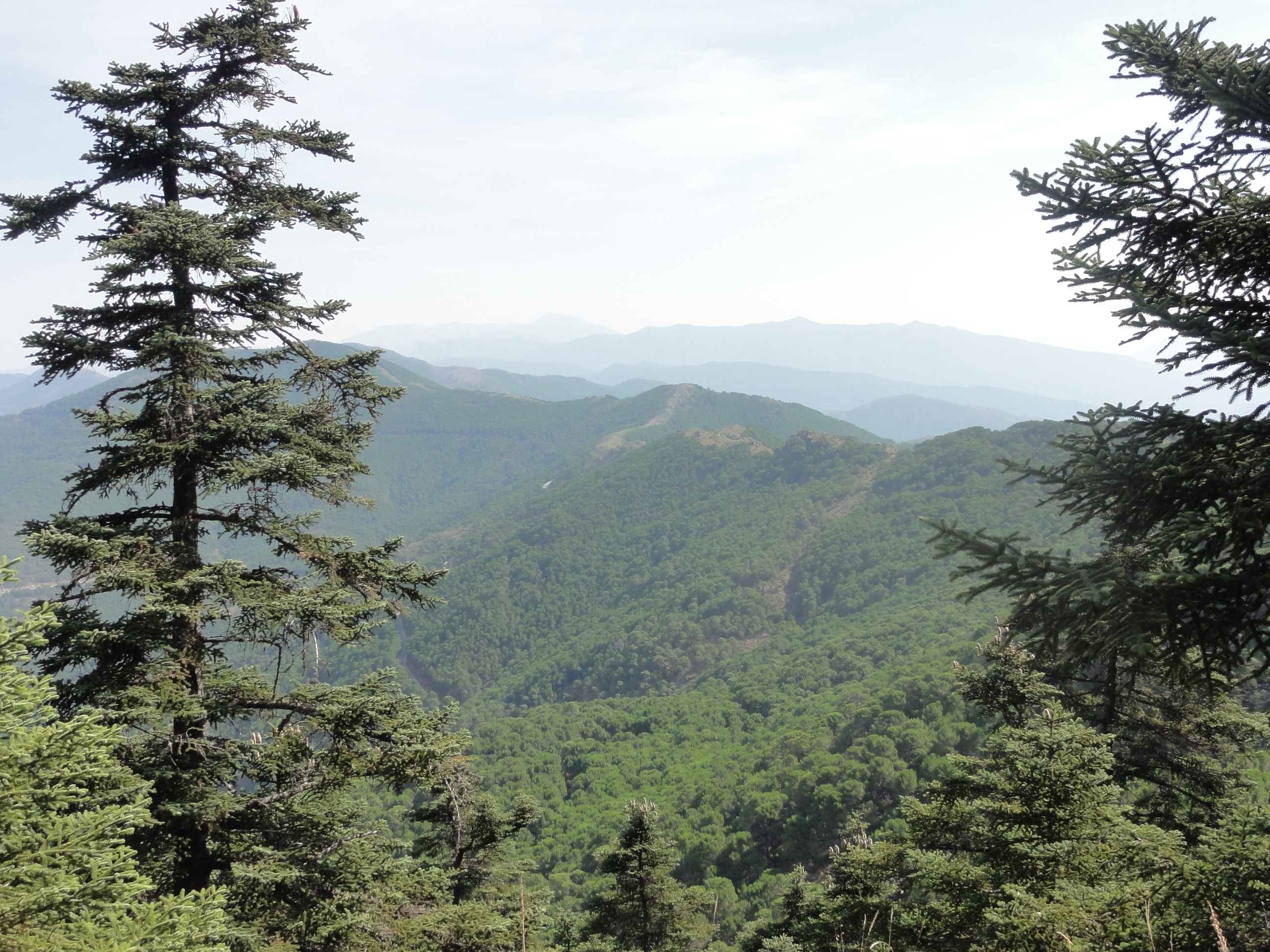
Pinsapos en el paraje natural de Los Reales de Sierra Bermeja.

La comarca se encuentra entre tres bioregiones marinas: la Lusitana, la Mauritana y la Mediterránea, por lo que presenta una abundante biodiversidad. Especialmente numerosas son las especies de algas pardas, rojas y calcáreas. También es notoria la presencia de praderas de posidonia oceánica, especie endémica del Mediterráneo. La fauna marina está representada por esponjas y corales.
Parte de los ríos Manilva, Padrón, Castor, Guadalmansa, Guadalmina, Guadaiza, Verde, Real, Fuengirola y del arroyo de la Cala han sido declarados Zona de Especial Conservación por la presencia de importantes hábitats naturales así como por su función esencial de corredores ecológicos uniendo diversos espacios protegidos red Natura 2000 y poniendo en encontacto diferentes ecosistemas, contribuyendo de esta manera a la conectividad de esta red ecológica y su coherencia. Las especies de fauna presentes en estos ríos son las características de la zonas de ribera, como la nutria, el galápago leproso, la boga del Guadiana, el cangrejo de río, la araña negra de los alcornocales y otras especies de peces comunes y diferentes anfibios como el sapillo pintojo meridional o la salamandra y aves como el martín pescador y el mirlo acuático.
En las sierras destacan de forma especial los invertebrados, predominando entre ellos los coleópteros, plecópteros, tricópteros, arácnidos y moluscos. Entre los vertebrados destaca la avifauna, que aporta una inmensa biodiversidad que se ve aumentada por los pasos estacionales de aves en épocas de migraciones entre Europa y África. Destacan las rapaces diurnas y nocturnas y multitud de pájaros, algunos de ellos incluidos en la Directiva de Aves, destacando el águila real, el águila calzada, el halcón común, el gavilán, el búho real, el búho chico, pero también, la curruca rabilarga, la curruca cabecinegra, la collalba negra, el pito verde, el torcecuello, el trepador azul, el roquero rojo, el martín pescador, la garcilla bueyera, el mirlo acuático... Otras especies presentes son la salamandra bética, el sapillo meridional, el sapo común o la ranita meridional, entre los anfibios; el lagarto ocelado, la lagartija colilarga, la lagartija andaluza, el eslizón ibérico, el camaleón común, la culebra de herradura, la víbora hocicuda, la culebrilla ciega o el galápago leproso, entre los reptiles; y  la nutria, la garduña, el gato montés, el meloncillo, el corzo y la cabra montés. 
Entre su fauna exinta en época histórica o reciente se pueden mencionar el quebrantahuesos, el lobo y el lince ibérico, en el siglo XX y el oso pardo en el siglo XVI.

## Transporte

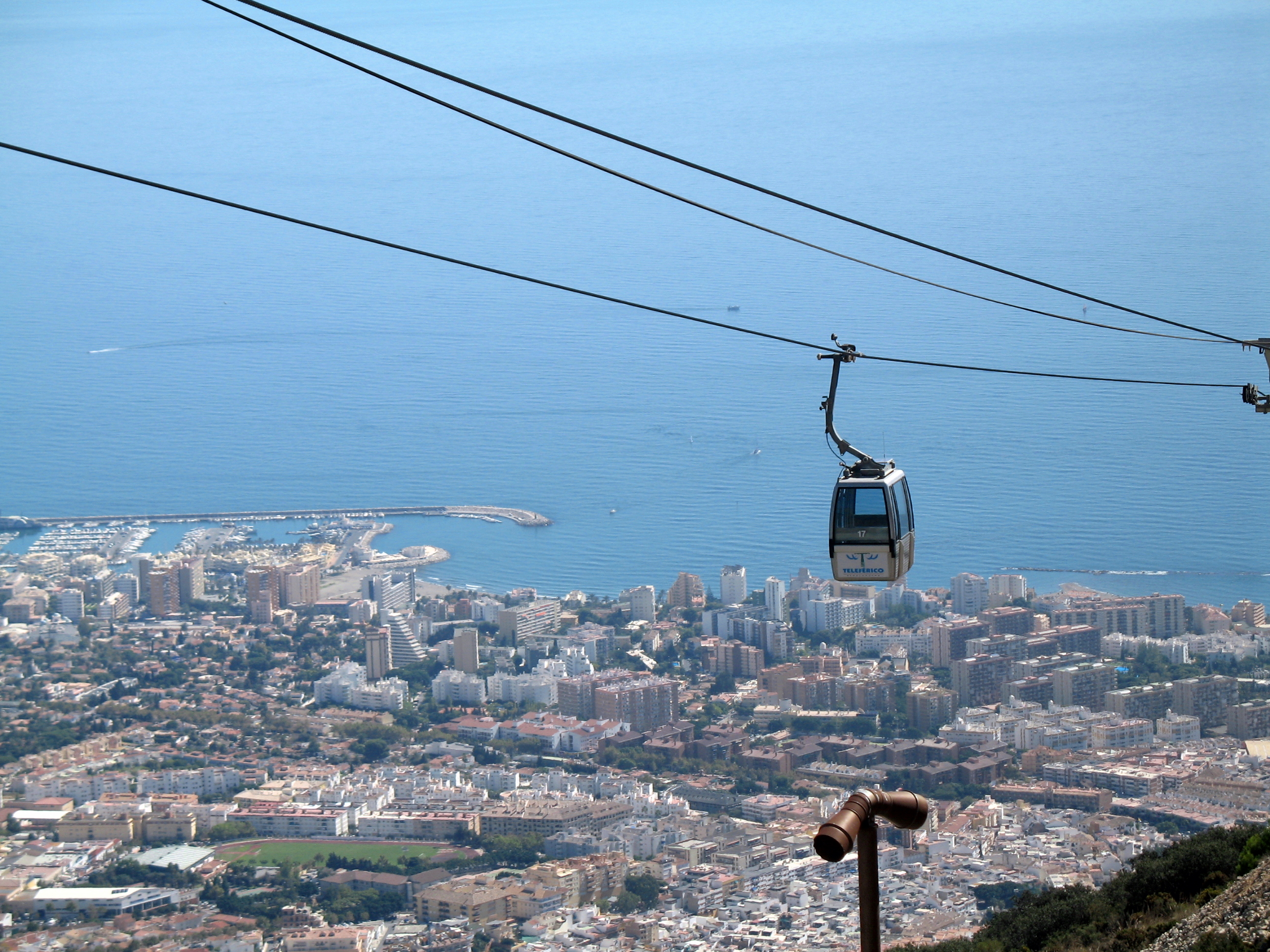
Teleférico de Benalmádena.

### Transporte de viajeros por carretera
El transporte público de la comarca se encuentra prácticamente monopolizado por la empresa de autobuses "CTSA-Portillo", que se encarga del transporte interurbano dentro de la comarca y la comunica con la capital. A esta empresa también pertenecen la mayoría de las concesiones de transporte público urbano de los distintos municipios de la comarca. Existen varias empresas que comunican las poblaciones más importantes de la comarca con otros puntos de Andalucía y España. La empresa "Los Amarillos", se encarga junto a la anteriormente citada "CTSA-Portillo" de la comunicación entre esta comarca, la Serranía de Ronda, y Sevilla. Las empresas "Transportes Generales Comes, S.L.", "Alsina Graells, S.L", y de nuevo "CTSA-Portillo" se encargan del servicio de comunicaciones entre la comarca, la zona nororiental de Andalucía - (Granada-Jaén), y la costa gaditana. El transporte hacia el resto de la costa mediterránea, desde la Costa Granadina hasta Barcelona lo cubre la empresa "Alsa". Mientras que la comunicación con Madrid, es competencia de Interbus.

### Transporte por ferrocarril
Entre Málaga y Fuengirola transcurre la línea C-1 de Cercanías Málaga. Esta recorre los municipios de Torremolinos, Benalmádena y Fuengirola uniéndolos con la capital provincial, y concretamente con puntos importantes como el Aeropuerto de Málaga-Costa del Sol, la estación de Málaga-María Zambrano, que dispone de comunicación ferroviaria de alta velocidad hacia  Sevilla, Madrid y otros puntos de España, y la estación de autobuses de Málaga. 
Varios de los billetes de tren entre Málaga y distintos puntos de España, incluyen, sin diferencia de coste, el viaje desde cualquier estación de tren de esta línea de cercanías hasta Málaga.
El corredor de la Costa del Sol es una red de ferrocarril que unirá Málaga con Estepona mediante ferrocarril de alta velocidad aprovechando en parte o mejorando el trazado de la línea de Cercanías. También se están realizando las obras de conexión de alta velocidad de Antequera a Algeciras, pasando por los municipios de Ronda y Gaucín, que conectaran de forma más eficaz el extremo más occidental de esta comarca. Actualmente este recorrido se realiza por trenes regionales.

### Transporte aéreo
Existen dos aeropuertos muy cercanos a la comarca que la comunican con el resto del mundo. 
El primero y el más importante, es el Aeropuerto de Málaga-Costa del Sol, que es uno de los aeropuertos internacionales más importantes de España. Se encuentra en la zona oeste de la capital, con lo que se encuentra realmente cerca de Torremolinos, el municipio de la comarca más cercano a la misma.
El segundo es el Aeropuerto de Gibraltar, que aunque recibe un número infinitamente menor de viajeros, recibe a un sector turístico importante, debido a la comunicación de la colonia con la metrópoli (el Reino Unido). Desde hace poco tiempo existe un convenio entre España y Gibraltar, con el que se permite el uso de dicho aeropuerto a las compañías aéreas españolas, y establecen comunicación entre Gibraltar y Madrid. Este aeropuerto, se ha convertido en otro punto de comunicación importante, debido a que se encuentra muy cerca de la parte más occidental de la comarca, y a que gran parte del turismo de esa zona proviene del Reino Unido.

### Transporte marítimo

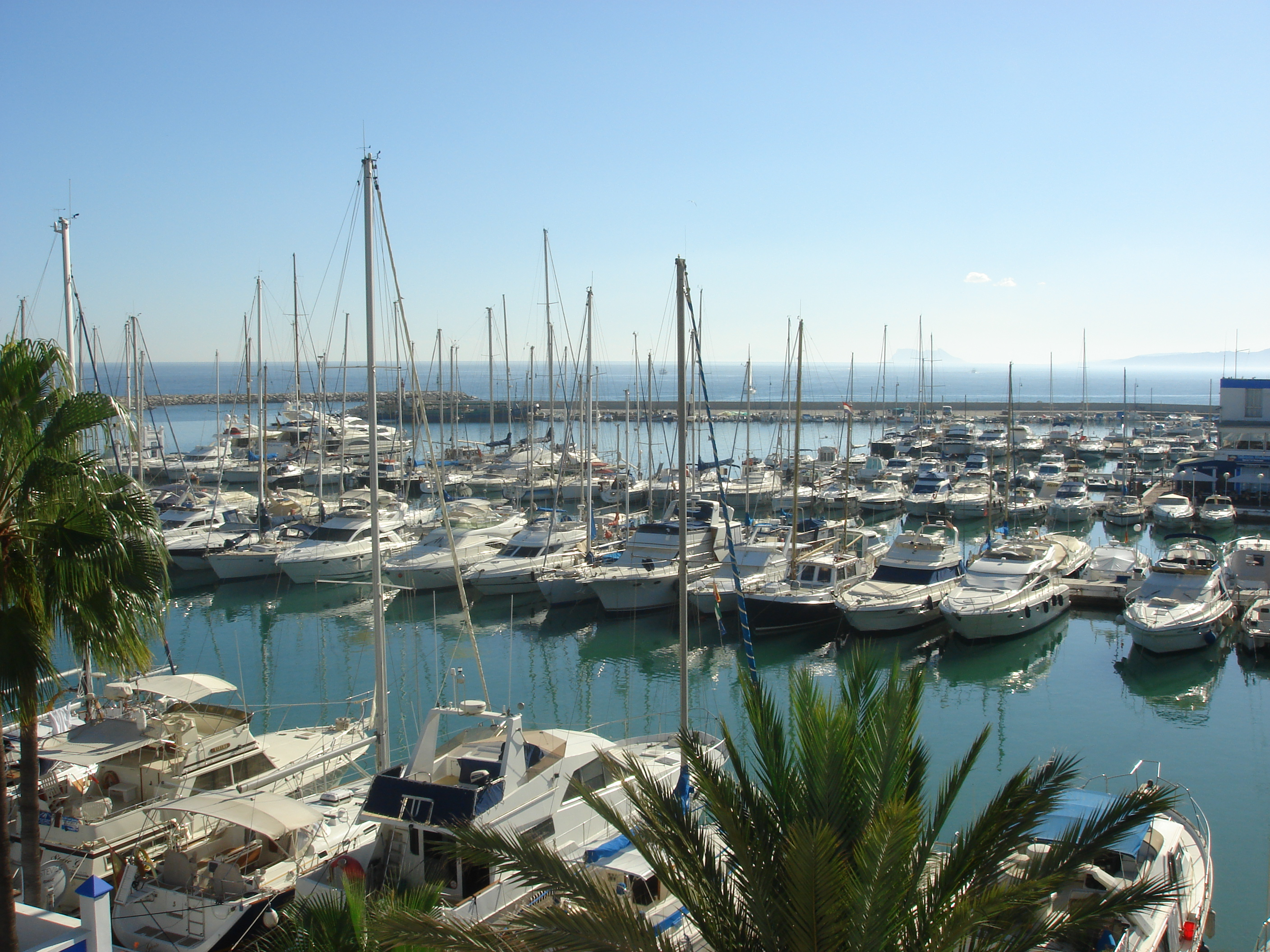
Puerto de Estepona.

Existe una línea interna de barcos de recreo que van desde el Puerto Deportivo de Benalmádena, al de Fuengirola.
La comarca se encuentra muy cerca de los puertos de Málaga y Algeciras, que cuentan con servicios de ferry a Melilla, en el primer caso, y a Ceuta y Tánger en el segundo. Los billetes del ferry Algeciras-Tánger y Algeciras-Ceuta se pueden comprar en muchos puntos de la comarca, siendo frecuentes los carteles de "Tickets Ceuta-Tanger" a lo largo de las carreteras que recorren la comarca, sobre todo en su parte más occidental.

### Carreteras
La comarca tiene una arteria principal, la Autovía del Mediterráneo (A-7), con tramos de autopista de peaje (AP-7) que, en su tramo costasoleño va desde Benalmádena hasta Guadiaro una localidad perteneciente al municipio de San Roque (Cádiz).
Una alternativa a esta vía, es la antigua N-340, o carretera del mediterráneo, que atraviesa todos los pueblos de la costa, y que va desde Cádiz a Barcelona, pero que en muchos tramos discurre por casco urbano.